# Intelligens textíliák
Intelligens textíliáknak azokat az anyagokat nevezzük, amelyek a környezet változásaira reagálnak és annak megfelelően változtatják bizonyos tulajdonságaikat, vagy amelyek „emlékeznek” egy korábbi állapotukra és az attól eltérő állapotot létrehozó változások megszűntével visszatérnek oda.
A ma „intelligensnek” mondott textilanyagok olyan tulajdonságokkal rendelkeznek, amelyeket valamilyen speciális cél érdekében mesterségesen hoznak létre a szálszerkezet vagy a kelme kémiai vagy fizikai módosításával, pontosan körülhatárolva, hogy bizonyos változásokra hogyan reagáljanak.
Ezek az anyagok ma a textil- és textilvegyipari kutatás-fejlesztés előterében állnak és általában kísérleti stádiumban vannak. Magától értetődik, hogy a fejlesztők mindenekelőtt a katonai, űrhajózási alkalmazásokra, egyes speciális foglalkozási ágakra (például a tűzoltókra), a professzionális versenysportokra koncentrálnak, amikor ezekkel a témákkal foglalkoznak. Egyre többet hallhatunk-olvashatunk azonban az újabb és újabb megoldásokról, és biztosra vehető, hogy előbb-utóbb szélesebb körben elterjednek majd, akár a „hétköznapi” öltözködésben is (intelligens ruházat).

## Hőszabályozó kelmék

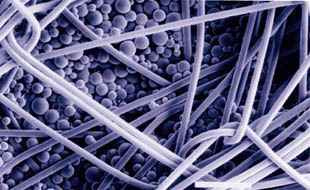
PCM kapszulák szálak között

Ezekben a kelmékben már gyártásukkor (a kelme kikészítése során, esetleg már mesterséges szálaikban) olyan, eredetileg szilárd halmazállapotú, parányi részecskéket helyeznek el, amelyek hőhatásra meglágyulnak, közel folyékonnyá válnak, de az olvadáspont elérése előtt szabályozottan leáll a folyamat (Phase Change Materials, rövidítve: PCM, „fázisváltó anyagok”). A halmazállapot megváltozásakor hőelvonás ill. hőleadás történik. A szilárd anyag a megolvasztásához szükséges hőmennyiséget a környezetétől vonja el, ha pedig megszilárdul, a benne felhalmozódott hőt a környezetének adja le. Emiatt az ilyen anyagot tartalmazó kelmékből készült ruházat hőszabályozó szerepet tölthet be, hiszen ha meleg van, a hő egy része arra fordítódik, hogy megolvassza a halmazállapot-váltó anyagot, ha pedig lehűl a levegő, az ismét megszilárduló halmazállapot-váltó anyag hőt ad le, vagyis melegít. A halmazállapot-változás (folyékonnyá válás ill. megszilárdulás) időtartama alatt az anyag hőmérséklete állandó marad.
A textilanyagokban alkalmazott halmazállapot-váltó anyag rendszerint paraffin, amit műanyagból készült ún. mikrokapszulákban helyeznek el. Ezek 6–10 ezredmilliméter méretű gömböcskék, amelyeket kenéssel, telítéssel, vagy hab formájában visznek fel a kelmére és rögzítenek a textilszálakhoz, így azok maradandóan ott vannak, az ismételt mosást és a mechanikai igénybevételeket is elviselik. Van olyan eljárás is, amelynél ezeket a mikrokapszulákat belefonják a fonalba; erre legalkalmasabbnak a poliakrilnitril fonal bizonyult. Különböző ruházati cikkek – köztük zoknik, kesztyűk – készítésére már használnak ilyen fonalakat.
A halmazállapot-váltó anyag hőszabályozó képessége elsősorban annak a ruházatban elhelyezett mennyiségétől függ, de azt is megfigyelték, hogy egy ritkább szerkezetű, de vastagabb kelmében a paraffin halmazállapot-változása lassabban megy végbe, mint egy vékony, sűrű szerkezetű kelmében, tehát a kelmeszerkezet is befolyásolja az ilyen termékek hatékonyságát.

## Elektromosságot vezető szálak
A legegyszerűbb módja annak, hogy egy textilszálat elektromosan vezetővé tegyenek, az, hogy valamilyen fémmel vonják be. Erre leggyakrabban ezüstöt vagy aranyat használnak. Ennek a módszernek azonban az a hátránya, hogy ezek a bevonó anyagok nem ugyanolyan mértékben nyúlnak vagy zsugorodnak terhelés ill. tehermentesítés hatására, mint maga a szálasanyag, ezért használat közben a fellépő erők vagy a hőmérsékletingadozások következtében a bevonat elszakadozik, lekopik és elveszti eredeti hatását.
Újabban egyre jobban terjednek az elektromosságot vezető polimerekből készülő fonalak is, amelyek tartósan megőrzik ezt a tulajdonságukat.
Ha egy egyébként rugalmas (például elasztán) fonalat azáltal tesznek elektromosan vezetővé, hogy előbb arany, majd ezüst bevonattal látják el, akkor ez a fonal nyújtás hatására megváltoztatja a villamos vezető képességét, ami a tehermentesítésekor nagyjából az eredeti értékére áll vissza. Ezen az alapon készíthetnek ilyen fonalból olyan kelmét, ami periodikus mozgásokat érzékelve változó elektromos jeleket állít elő. Pulzusszámlálásra, a légzés szaporaságának mérésére és regisztrálására, de más célokra is fel lehet használni ezt a tulajdonságát.
Elektromosan vezető szálakat alkalmazhatnak például intelligens ruházati termékek napelemeinek készítéséhez.

## Színváltó textíliák
Az elektromosan vezető szálak egyik érdekes felhasználási területe a színváltó kelmék készítése. Elektromos jel hatására ezek a szálak s így a belőlük készült kelmék megváltoztatják fényvisszaverő képességüket és ezzel színüket, mintázatukat. Katonai célra álcázásra szánják az ilyen kelmét, amivel lehetővé teszik, hogy annak színe a környezethez hasonlítson, ezért „kaméleon-kelmének” nevezik őket.
A színezékek egy része olyan tulajdonságú, hogy az általuk létrehozott szín a környezeti hőmérséklettől függ. Textilipari szempontból azok az ún. fotokróm színezékek érdekesek, amelyek folyékony kristályok. A folyékony kristály fényvisszaverő tulajdonsága a hőmérséklettől függően változik, aminek eredménye a színváltozás. Az ilyen folyékony kristályban ugyanis az egymáshoz kapcsolódó molekulák csavarvonal formában rendeződnek el. A visszavert fény hullámhossza attól függ, hogy mekkora a csavarvonal emelkedési szöge, amit viszont befolyásol, hogy milyen mértékben nyúlt meg a molekula a hőmérséklet hatására. A színezéket pigment eljárással, mikrokapszulákba zárva viszik fel a kelmére.
Egy másik módszernél olyan színezéket használnak, amelynek molekulaszerkezete a hőmérséklet függvénye. Az önmagában színtelen és alacsonyabb hőmérsékleten szilárd halmazállapotú színezéket itt is mikrokapszulákban viszik fel a textilanyagra. Melegítés hatására a szer fokozatosan folyékonnyá válik és elszíneződik, hűtés hatására pedig ismét megszilárdul és veszít a színéből.
Készítettek olyan katonai sátrat, amelynek anyaga érzékeli a napsugárzás irányát és annak megfelelően változtatja a kelme színét, hogy jobban védjen a túlságos felmelegedéstől. De az ilyen színváltó kelmék nemcsak katonai célokra használhatók: jó hasznát vehetik ezeknek a divatcikkek gyártói is.

## Egyéb környezeti hatásokra reagáló textilanyagok
A környezeti hatásokra reagáló textilanyagok érdekes példáját jelentik azok a kelmék, amelyek bizonyos vegyszerek vagy mechanikai hatások esetén megváltoztatják szerkezetük sűrűségét és ezzel ellenállóbbá teszik azt a külső hatással szemben. Nem véletlen, hogy ezeket is katonai célokra fejlesztették ki, vegyvédelemre ill. repeszek, lövedékek okozta sérülések elkerülésére.
Kifejlesztettek olyan szálasanyagokat és kelmebevonó vegyületeket, amelyek molekulaszerkezetüket nedvesség – például az izzadság – hatására oly módon változtatják meg, hogy képesek legyenek a nedvességet felszívni.

## Eredeti alakjukra „emlékező” textíliák
Ilyen tulajdonságú textíliákkal már régebben is találkozhattunk. Gondoljunk például a gumi- vagy az elasztánfonalakra, amelyek terhelés (mint környezeti hatás) alatt és annak függvényében megnyúlnak, majd a terhelés megszűntével egy idő után többé-kevésbé visszanyerik eredeti méretüket, azaz „emlékeznek”. A szintetikus szálak egy része bizonyos hőmérsékleten „hőrögzíthető”, vagyis felhevített állapotban felvett (például göndörített) alakjukat egy alacsonyabb hőmérsékleten bekövetkezett erőhatás (például nyújtás) megszűntével ismét visszanyerik, azaz „emlékeznek” göndörített állapotukra – ez az alapja a fonalterjedelmesítésnek.
Az „intelligens textíliákat” azonban nem ezek az immár hagyományosnak tekinthető anyagok képviselik, hanem azok, amelyek például meghatározott polimerekből (például poliuretánból) készült kelmékből légkamrás szerkezeteket állítanak elő. A légkamra mérete és ezzel a termék hőszigetelő képessége a hőmérséklettől függ, vagyis önszabályozó módon működik.